# Fatema Al-Mahmeed
Fatema Al-Mahmeed (ur. 14 czerwca 1999) – bahrajńska pływaczka specjalizująca się w stylu dowolnym, uczestniczka igrzysk olimpijskich w 2016 roku. 

## Życiorys
Wzięła udział w rywalizacji w wyścigu pływackim na 50 metrów stylem dowolnym podczas igrzysk w Rio de Janeiro. W eliminacjach uzyskała czas 32,28 nie uzyskując kwalifikacji do kolejnego etapu rywalizacji. W ostatecznej kwalifikacji uplasowała się na 74. miejscu. 
Podczas mistrzostw świata w 2018 roku w rywalizacji na 50 metrów stylem grzbietowym zajęła 46. miejsce z czasem 34,35. 